# Aleurolobus cephalidistinctus
Aleurolobus cephalidistinctus là một loài côn trùng cánh nửa trong họ Aleyrodidae, phân họ Aleyrodinae.
Aleurolobus cephalidistinctus được Regu & David miêu tả khoa học đầu tiên năm 1993.